# Kung Fu Panda – Legenden mit Fell und Fu
Kung Fu Panda – Legenden mit Fell und Fu (Originaltitel: Kung Fu Panda: Legends of Awesomeness) ist eine Kinder-Comedy-Fernsehserie produziert von DreamWorks Animation Television in Zusammenarbeit mit Nickelodeon. Die Fernsehserie spielt zwischen den beiden Kinofilmen Kung Fu Panda (2008) und Kung Fu Panda 2 (2011) und zeigt Po beim Training, um ein guter Drachenkrieger zu werden. Die Erstausstrahlung in den Vereinigten Staaten erfolgte am 19. September 2011. Fast genau zwei Monate später startete die Serie im deutschsprachigen Raum bei Nickelodeon Deutschland.
Die Serie Kung Fu Panda: Die Tatzen des Schicksals ist die Zweite aus dem Kung-Fu-Panda-Universum.

## Handlung
Po und die Furiosen Fünf verteidigen das Tal des Friedens gegen Schurken von verschiedenen Arten. Während der ganzen Zeit lernt Po (der Drachenkrieger) die Lektionen des Kung Fu, um ein berühmter Kung-Fu-Meister zu werden.

## Figuren
Po ist ein Panda und der Drachenkrieger. Er ist zwar der Held des Tals des Friedens, jedoch ist er albern und tollpatschig. Er spielt und sammelt gerne Actionfiguren der Furiosen Fünf.
Meister Shifu ist der Meister der Furiosen Fünf. Er sammelt Schriftrollen und meditiert. Er war mal der Freund von Tao-Te. Er ist ein Fan von Meister Yao und besitzt sogar eine Aktionsfigur von ihm. In der Folge Die Furiosen Krokodile hat er sich als Meister Gia ausgegeben.
Tigress ist ein Mitglied der Furiosen Fünf und eine Tigerin. Sie war ein Waisenkind und wurde von Shifu aufgenommen, der sie hart trainierte. Sie ist sehr stark und stur. Dennoch neigt sie zu Gefühlsausbrüchen, die sie jedoch sofort überspielt.
Viper ist ein Mitglied der Furiosen Fünf und eine Schlange. In der Folge Das Gift der Kobra hatten die Bewohner Angst vor ihr, weil sie eine Schlange ist.
Monkey ist ein Mitglied der Furiosen Fünf und ein Affe. Er macht gerne mit Po lustige Sachen. Er hatte einen Bruder namens Wu Kong, der Sachen stiehlt. In der Folge Der Stich der Skorpionin wurde er von Skorpion hypnotisiert und beauftragt, Po zu töten. Er liebt Po wie einen Bruder.
Crane ist ein Mitglied der Furiosen Fünf und ein Kranich. Er hat einen Strohhut auf. In der Folge Mama hat Kung Fu verboten kam seine Mutter in den Jade-Palast, um Crane zu sehen. Sie denkt, dass der Jade-Palast ein Hotel ist. Crane liebt den Duft von Seide.
Mantis ist ein Mitglied der Furiosen Fünf und eine Fangschrecke. Er hat die Fähigkeit, das Ch’i zu blockieren. In der Folge Riesig wurde er groß.
Mr. Ping ist der Chef eines Nudel-Restaurants und Pos Adoptiv-Vater. Er mag Po sehr und will, das Po ihm in seinem Nudel-Restaurant hilft. Er glaubt an den Qilin.
Zeng ist ein Haus- und Hofmeister des Jade-Palastes. Er ist extrem nervös und pessimistisch. Er gibt Mitteilungen an die Furiosen Fünf, wo Feinde sich aufhalten. Er kennt alle 1200 Bambussorten (in der Folge Der Drachenkrieger-Wettstreittag).
 Tao Te ist ein Warzenschwein und ein ehemaliger Freund von Shifu. Sein rechter Stoßzahn ist abgebrochen. Er will beweisen, dass Maschinen stärker sind als Kung Fu, versagt dabei jedoch immer wieder. Er ist sehr rachsüchtig und nicht besonders gut in Kung Fu. Er hat einen Sohn namens Bian Zao.
Bian Zao ist ein Warzenschwein und Tao Tes Sohn. Sein Zitat ist 'Schnarch'. In der Folge Mein großer Bruder Po half er Tao Te auszubrechen. Er ist nicht sehr hilfreich, und oft gelangweilt.
Prinzessin Mei-Li ist eine nervige Prinzessin. Sie nörgelt rum und geht ihren Begleitern auf die Nerven. Als Mei-Li auch noch Tigress und Mantis anschreit, wird Po wütend. Daraufhin entschuldigt sie sich bei Po. Sie wird zum Qidan Clan gebracht, damit sie zur Sklavin wird.
Fung ist der Anführer der Kroko-Banditen. Immer wenn er und seine Gang etwas stehlen wollen, sind Po oder die Furiosen Fünf zur Stelle. Seine rechte Hand ist Gah-Ri. Sein Zitat heißt: Verechst! Er nennt Gah-Ri immer Gary. Er und Po sind oft Feinde, doch begegnen sie sich manchmal dennoch wie Freunde.
Gah-Ri ist Fungs rechte Hand. Er ist ungeschickt und zeigt Bedauern, jedoch greift er seine Feinde mit einer Axt an. Er wird oft von Fung Gary genannt.
Temutai ist ein Wasserbüffel und der Anführer des Qidan Clans. Seine Angewohnheit ist, dass er seine Worte im letzten Satz immer schreit. In der Folge Hochverehrter Yao wollte er Meister Yaos Geheimnisse des Kung Fu haben.
Meister Junjie ist ein roter Fuchs und ein Mitglied der Heiligen Onyx Shaolin. Er scheint eine bösartige Persönlichkeit zu sein. Als Po das Meistertraining verbotenerweise heimlich beobachtet, sieht er Meister Shifu, Meister Junjie und Meister Chao kämpfen. Als Meister Junjie Po entdeckt, setzt er den Goldenen Lotusblitz ein, so dass Po vorübergehend erblindet. Als das herauskommt und deshalb Shifu den Posten des Meisters verliert, da er durch den Ungehorsam seines Schülers entehrt wurde, wird Junjie der Meister des Jadepalastes und der Furiosen Fünf. Er hat seine eigenen Furiosen Fünf. Er möchte Shifu vernichten, wurde dennoch von Po besiegt. In der Folge Oogways Geist hat er sich als Oogway ausgegeben, damit Shifu den Jadepalast verlässt.
Meister Yao ist eine Hirschziegenantilope und ein "allwissender" Kung Fu Meister. Da er ausgesprochen begeisterungsfähig für alles auf der Welt ist, meditiert er fast immer in einer geschossenen roten Transportkiste. Auch als er von den Qidan Clan entführt wurde, war er von den Eindrücken begeistert, und er befreite sich selbst erst, als es ernst wurde. Meister Yao ist der Idol für Meister Shifu.
Tong Fo ist ein Lori und ein Feind der Furiosen Fünf. Er wollte den legendären Hammer von Lei Lang stehlen, um das Tal des Friedens zu zerstören. In der Folge Bitte nicht denken wollte er die Fähigkeit haben, Gedanken zu lesen. In der Folge Der Suppenpate wollte er mit Pos Dad die Welt übernehmen, mit Suppe.
Kreisvorsteher Woo ist ein Steinbock und ein einfacher Kreisvorsteher. Er neigt zu Wutausbrüchen, ist ungeduldig und aufbrausend. Er wird immer von den drei Schweinen entführt. Er hat eine Tochter namens Ming.
General Tsin ist ein Yak und ein General. Schon ganz China hat er bereist, um Verbrecher zu besiegen und zu fangen. Er ging in den Ruhestand. Er hatte Po eingeladen, um zu helfen, Hundun zu besiegen. Er will ihn lähmen sowie all diese Schurken. Schließlich hat Po Tsin besiegt und ihn ins Gefängnis gebracht. Er ist verrückt und durchgeknallt.
Ju-Long ist eine Ratte und der Anführer der Lao Shu. Er ist verrückt und unausgewogen. Er stahl mit seinen Brüdern und Schwestern Essen.

## Synchronisation
| Rolle              | Originalsprecher         | Deutsche Sprecher         |
| ------------------ | ------------------------ | ------------------------- |
| Po                 | Mick Wingert             | Fritz Rott                |
| Shifu              | Fred Tatasciore          | Axel Lutter               |
| Tigress            | Kari Wahlgren            | Katrin Fröhlich           |
| Crane              | Amir Talai               | Karlo Hackenberger        |
| Viper              | Lucy Liu                 | Kaya Marie Möller         |
| Monkey             | James Sie                | Stefan Gossler            |
| Mantis             | Max Koch                 | Sebastian Christoph Jacob |
| Mr. Ping           | James Hong               | Michael Pan               |
| Zeng               | Mick Wingert             | Gerald Schaale            |
| Tao Te             | Wallace Shawn            | Klaus-Dieter Klebsch      |
| Bian Zao           | Simon Helberg            | Tim Sander                |
| Prinzessin Mei-Li  | Kari Wahlgren            | Luisa Wietzorek           |
| Fung               | John DiMaggio            | Michael Iwannek           |
| Gahri              | Fred Tatasciore          | Raimund Krone             |
| Hundun             | Diedrich Bader           | Thomas Nero Wolff         |
| Temutai            | Kevin Michael Richardson | Gerald Paradies           |
| Fenghuang          | Wendie Malick            | Karin Buchholz            |
| Meister Junjie     | Stephen Root             | Frank-Otto Schenk         |
| Meister Yao        | Paul Rugg                | Friedrich Georg Beckhaus  |
| Tong Fo            | Jeff Bennett             | Oliver Feld               |
| Peng               | Danny Cooksey            | Konrad Bösherz            |
| Wachtmeister Hu    | Neil Ross                | Frank Ciazynski           |
| Kreisvorsteher Woo | Ken Jeong                | Thomas Petruo             |
| General Tsin       | R. Lee Ermey             | Jürgen Kluckert           |
| Ke-Pa              | Alfred Molina            | Eberhard Haar             |
| Heilang            | Maurice LaMarche         |                           |
| Ju-Long            | Paul Reubens             | Christian Gaul            |
| Madame Zhou        | Gaille Heidemann         | Daniela Hoffmann          |
| Qilin              | Mick Wingert             | Tom Deininger             |
| Meister Ding       | Enn Reitel               | Lutz Schnell              |

## Belege
1. ↑  Kung Fu Panda – Legenden mit Fell und Fu. In: Deutsche Synchronkartei. Abgerufen am 14. September 2013.